# Il piccolo principe
Il piccolo principe (Le Petit Prince) è un racconto di Antoine de Saint-Exupéry, il più conosciuto della sua produzione letteraria, pubblicato il 6 aprile 1943 a New York da Reynal & Hitchcock nella traduzione inglese (The Little Prince, tradotto dal francese da Katherine Woods) e qualche giorno dopo sempre da Reynal & Hitchcock nell'originale francese. Solo nel 1945, dopo la scomparsa dell'autore, fu pubblicato in Francia a Parigi da Gallimard. Il testo e i disegni sono stati realizzati in vari siti di New York, la maggior parte nella residenza Bevin House di Asharoken, Long Island. Con oltre 200 milioni di copie vendute, è uno dei libri più venduti della storia.

## Trama
Un pilota di aerei racconta che quando era bambino aveva disegnato un elefante mangiato da un boa, ma gli adulti lo hanno percepito come un capello e gli hanno detto di smettere di concentrarsi su queste cose e di crescere, cosa che il pilota fa. 
Anni dopo, precipitando nel deserto del Sahara per un incidente aereo, incontra inaspettatamente un bambino che gli chiede «Mi disegni una pecora?». Stupito e dopo vari tentativi non riusciti, il pilota disegna una scatola, dicendo che la pecora desiderata è all'interno; finalmente il disegno viene accettato. Poco per volta fanno amicizia ed il bambino spiega di vivere su un lontano asteroide, sul quale abitano solo lui, tre vulcani di cui uno inattivo e una piccola rosa, molto vanitosa, che lui cura.
Il piccolo principe racconta che, nel viaggiare per lo spazio, ha conosciuto personaggi che gli hanno insegnato molte cose. La cura per la sua rosa l'ha fatto soffrire molto, perché spesso ha mostrato un carattere difficile. Ora che è lontano, egli scopre piano piano che le ha voluto bene e che anche lei gliene voleva, ma che non si capivano. Il piccolo principe, proveniente dall'asteroide B-612, aveva bisogno di una pecora per farle brucare gli arbusti di baobab prima che crescessero troppo e soffocassero il suo pianeta.

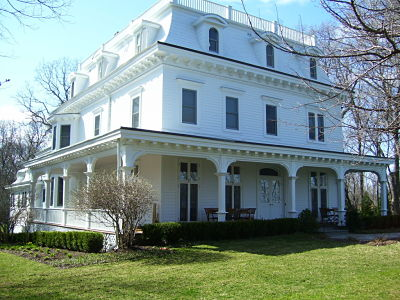
La Bevin House di Long Island, una delle residenze dove il libro fu scritto nell'estate e autunno del 1942.

Visitando ciascun pianeta dall'asteroide 325 al 330 il piccolo principe se ne va con l'idea che i grandi siano ben strani. Nel suo viaggio incontra:
- un vecchio re solitario, che ama dare ordini ai suoi sudditi (sebbene sia l'unico abitante del pianeta);
- un vanitoso che chiede solo di essere applaudito e ammirato, senza ragione;
- un ubriacone che beve per dimenticare la vergogna di bere;
- un uomo d'affari che passa i giorni a contare le stelle, credendo che siano sue;
- un lampionaio che deve accendere e spegnere il lampione del suo pianeta ogni minuto, perché il pianeta gira a quella velocità; per quest'uomo il piccolo principe prova un po' di ammirazione perché è l'unico che non pensa solo a se stesso;
- un geografo che sta seduto alla sua scrivania ma non ha idea di come sia fatto il suo pianeta, perché non dispone di esploratori da mandare ad analizzare il terreno e riportare i dati.

Il geografo consiglia al piccolo principe di visitare la Terra, sulla quale il protagonista giunge, con grande stupore per le dimensioni e per la quantità di persone. Il suo primo incontro, nel deserto, avviene con un serpente. Proseguendo con il suo viaggio, egli incontra un piccolo fiore, delle alte cime ed infine un giardino pieno di rose. La rosa del suo pianeta aveva raccontato al piccolo principe di essere l'unica di quella specie in tutto l'universo e quindi rimane molto deluso da questa scoperta. Ma non fa in tempo a pensarci molto che compare una piccola volpe, che gli chiede di essere addomesticata e di essere sua amica. La volpe parla a lungo con il principe dell'amicizia. Il principe incontra poi un indaffarato controllore; l'ultima persona interessante che incontra è un venditore di pillole che calmano la sete, facendo risparmiare tanto tempo.

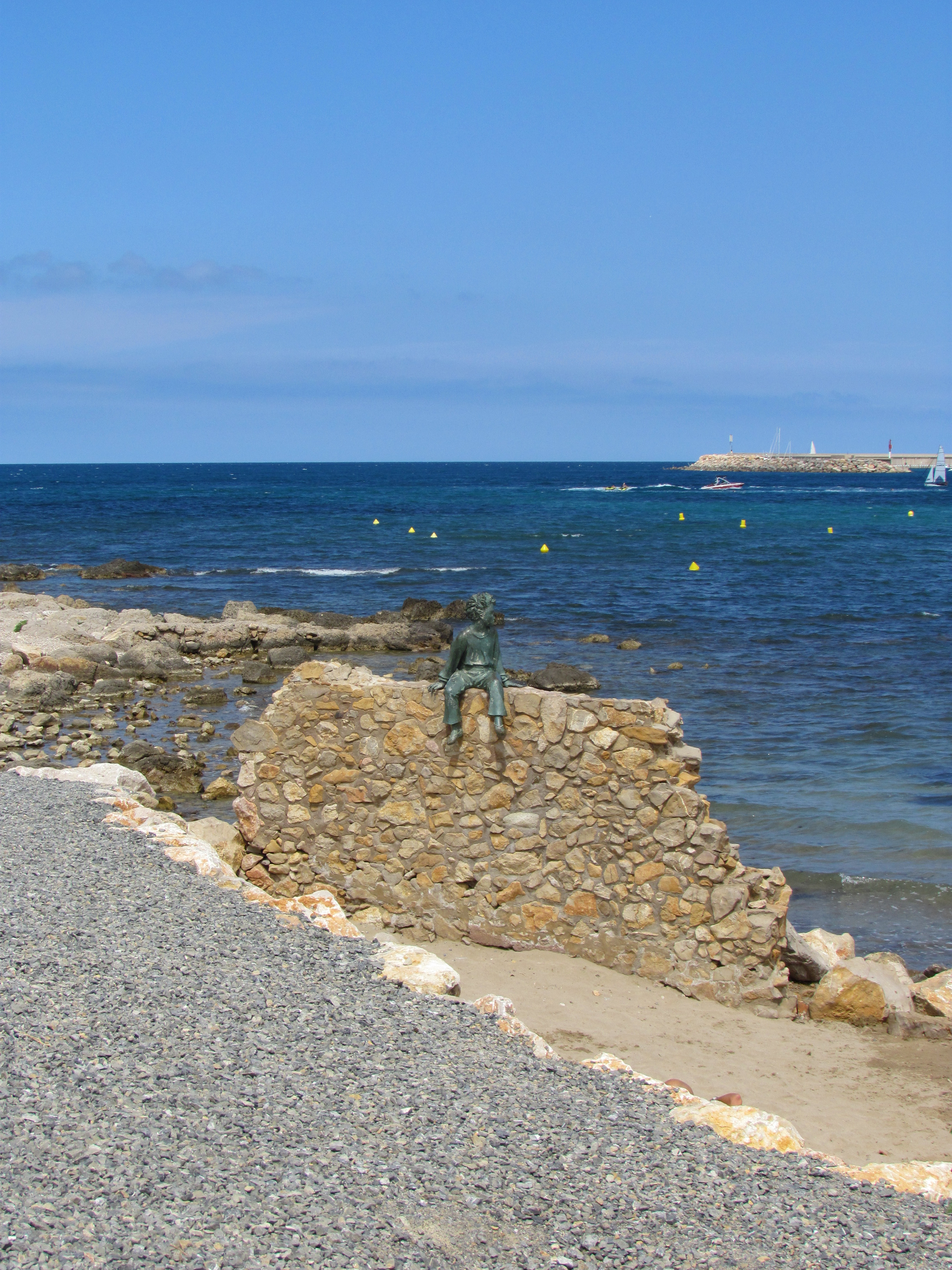
Statua rappresentante il piccolo principe, L'Escala.

Dopo aver ascoltato tutto il racconto del piccolo principe, il pilota non è riuscito a riparare l'aereo e ha terminato la scorta d'acqua. Allora vanno alla ricerca di un pozzo. Dopo una giornata di cammino i due si fermano stanchi su una duna ad ammirare il deserto nella notte. Con in braccio il bambino addormentato, il pilota cammina tutta la notte e finalmente all'alba scopre il pozzo. «Un po' d'acqua può far bene anche al cuore» commenta il piccolo principe e bevono entrambi con gioia. Il pilota torna al lavoro al suo apparecchio e la sera seguente ritrova il piccolo principe ad attenderlo su un muretto accanto al pozzo, mentre parla con il serpente che aveva precedentemente incontrato. Ad un anno di distanza dal suo arrivo sulla Terra, il piccolo principe aveva chiesto al serpente, che durante il loro primo incontro gli aveva confidato di avere la capacità di portare chiunque molto lontano, di riportarlo a casa, sul suo piccolo pianeta. Il piccolo principe, consapevole di aver addomesticato il pilota, come lui stesso dice, sa di dargli un dispiacere e allora lo invita a guardare il cielo e a ricordarsi di lui ogni qual volta osserva le stelle, che per lui avrebbero riso, sapendo che una di quelle era il pianeta del piccolo principe. Detto questo il serpente lo morde alla caviglia e il piccolo principe ricade esanime sulla sabbia.
L'indomani il pilota non riesce a ritrovare il corpo del bambino così immagina che il piccolo principe sia riuscito a raggiungere il suo pianeta e a prendersi cura della sua amata rosa.

## Caratteristiche
È un racconto che, nella forma di un'opera letteraria per ragazzi, affronta temi come il senso della vita e il significato dell'amore e dell'amicizia. Ciascun capitolo del libro narra di un incontro che il protagonista fa con diversi personaggi e su diversi pianeti e ognuno di questi bizzarri personaggi lascia il piccolo principe stupito e sconcertato dalla stranezza dei "grandi" («I grandi non capiscono mai niente da soli, ed è faticoso, per i bambini, star sempre lì a dargli delle spiegazioni»). Ad ogni modo, ciascuno di questi incontri può essere interpretato come un'allegoria o uno stereotipo della società moderna e contemporanea. In un certo senso, costituisce una sorta di educazione sentimentale.
Secondo un saggio di Francesco Marino del 2024, il libro sviluppa il tema del nesso inscindibile fra libertà e verità, intesa come fare e creare, e non come contemplare e corrispondere. Ciò emerge anche da un'attenta lettura dei Carnets, della Cittadelle e della Correspondance.

## Dedica
Il racconto è dedicato a Léon Werth, amico dell'autore, in particolare a Léon Werth bambino.

## Illustrazioni
L'opera, sia nella sua lingua originale che nelle varie traduzioni, è illustrata da una decina di acquerelli dello stesso Saint-Exupéry, disegni semplici e un po' naïf, che sono celebri quanto il racconto. Gli stessi disegni sono stati utilizzati per creare le copertine del libro.

## Fama
È fra le opere letterarie più celebri del XX secolo e tra le più vendute della storia.

## Edizioni e traduzioni

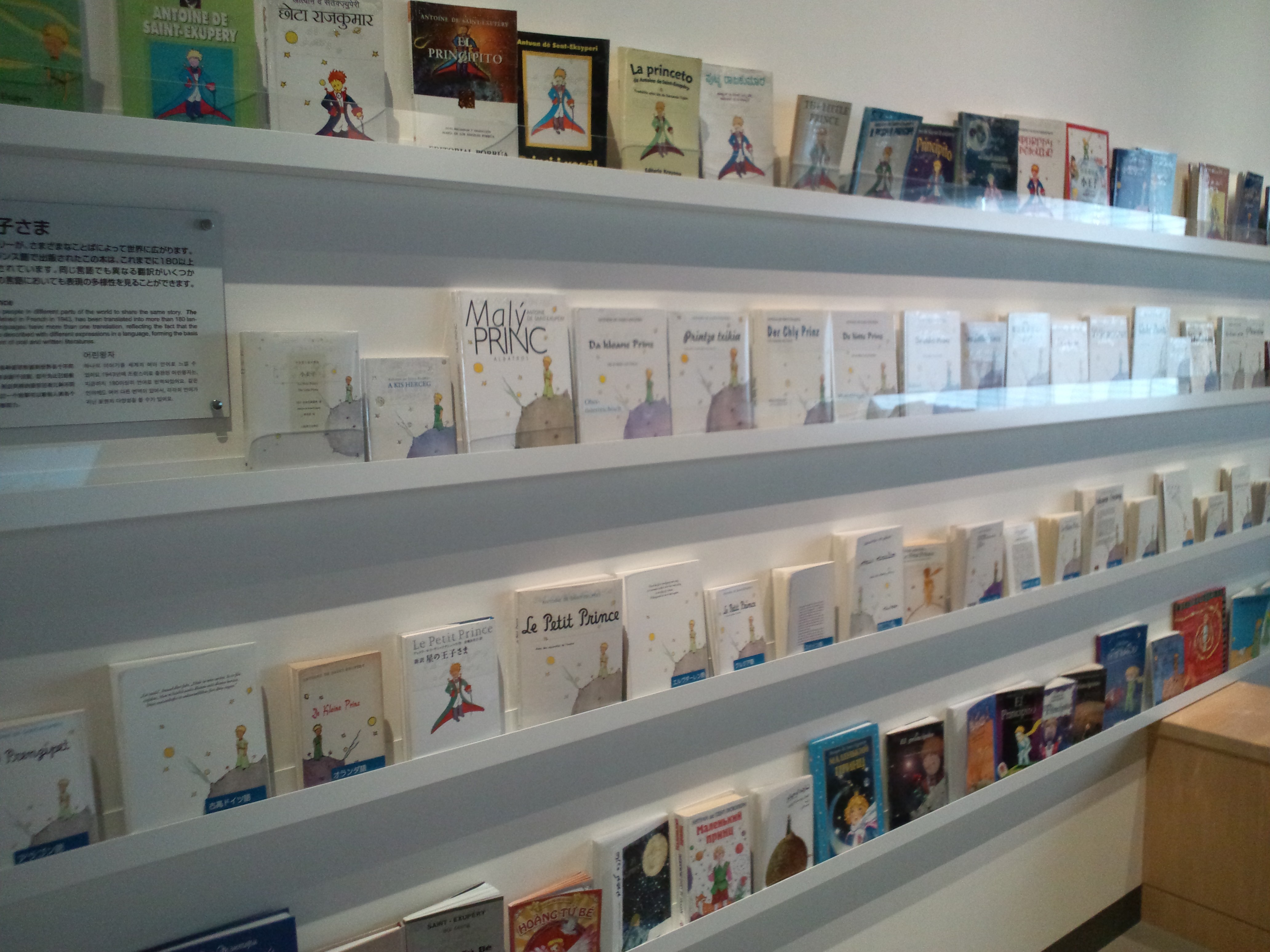
Edizioni internazionali del piccolo principe.

Il piccolo principe nel 2017 ha superato il numero di 505 traduzioni in lingue e dialetti diversi ed è il testo più tradotto se si escludono quelli religiosi. Di seguito sono indicate le edizioni italiane.
- Il piccolo principe, traduzione di Nini Bompiani Bregoli, Milano, Valentino Bompiani, 1949. Dieci tavole a colori e disegni dell'autore, (prima edizione italiana); seconda edizione, 1958; edizione con prefazione di Nico Orengo, 1994; edizione con prefazione di Isabella Bossi Fedrigotti, 2002 (distribuzione in allegato al "Corriere della Sera"); edizione con prefazione di Antonio Faeti, 2005 ISBN 978-88-452-3045-5; edizione "Il grande libro del Piccolo Principe Pop-up", 2009.
- Il piccolo principe, traduzione di Eugenia Tantucci Bruzzi, illustrazioni di Andrea Feula, Roma, Hesperia, 1964. (edizione non autorizzata).
- Il piccolo principe, traduzione di Beatrice Masini, Milano, Bompiani, 2014.

### Edizioni e traduzioni italiane dal 2015

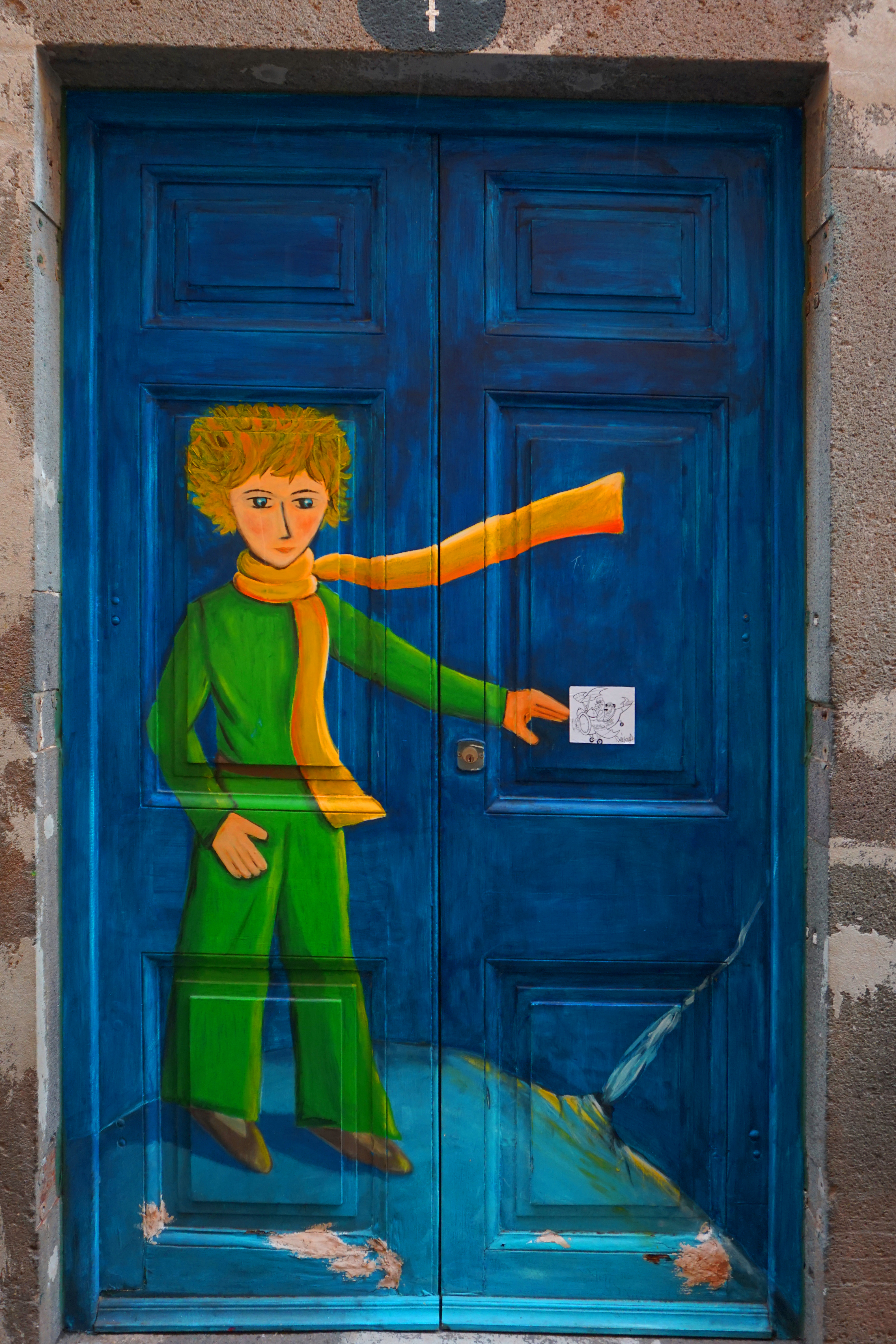
Il Piccolo Principe come parte di un progetto di arte di strada a Funchal (Madeira)

Nel 2015, scaduta in Italia la riserva dei diritti di traduzione della Bompiani, si sono moltiplicate le traduzioni italiane e molte case editrici hanno voluto fornire la propria.
- Il piccolo principe, traduzione di Massimo Birattari, Milano, Garzanti, 2015.
- Il piccolo principe, traduzione di Marina Di Leo, Palermo, Sellerio, 2015.
- Il piccolo principe, traduzione di Andrea Bajani, Torino, Einaudi, 2015.
- Il piccolo principe, traduzione di Marina Migliavacca Marazza, Novara, De Agostini, 2015.
- Il piccolo principe, traduzione di Vincenzo Canella, Milano, Ancora, 2015.
- Il piccolo principe, traduzione di Roberto Piumini, Siena, Barney Edizioni, 2015.
- Il piccolo principe, traduzione di Davide Bregola, Siena, Barbera, 2015.
- Il piccolo principe, traduzione di Leopoldo Carra, Milano, Mondadori, 2015.
- Il piccolo principe, traduzione di Chandra Livia Candiani, Milano, Oscar Mondadori, 2015.
- Il piccolo principe, traduzione di Roberta Gardini, Santarcangelo di Romagna, Rusconi Libri, 2015.
- Il piccolo principe, traduzione di Alberto Cristofori, Recanati, Eli-La Spiga, 2015.
- Il piccolo principe, traduzione di Maurizia Balmelli, Milano, Rizzoli, 2016.
- Il piccolo principe, traduzione di Franco Perini, Milano, Liberi Pomi, 2016.
- Il piccolo principe, traduzione di Egle Maria Amoruso, Agira (Enna), GAEditori, 2022.
- Il piccolo principe, commentato con la Bibbia, traduzione di Vincenzo Canella e a cura di Enzo Romeo, Milano, Àncora, 2015.

### Edizioni in latino
- Regulus, vel Pueri soli sapiunt, qui liber «Le Petit Prince» inscribitur ab Augusto Haury in Latinum conversus, Lutetiae, Fernandus Hazan, 1961.
- Regulus, traduzione di Alexander Winkler, Mannheim, Artemis & Winkler, 2010.
- Principulus: Der kleine Prinz auf Lateinisch, traduzione di Franz Schlosser, Ditzingen, Reclam, 2015.

## Opere teatrali e letterarie, commedie musicali e canzoni
- 1964: opera del compositore russo Lev Knipper Le Petit Prince
- 1971: azione teatrale supervisionata da Remo Rostagno e Bruna Pellegrini: Da il piccolo principe di Saint-Exupéry, letto, interpretato e riscritto da un gruppo di bambini di undici anni, documentato in: Un teatro-scuola di quartiere, esperienza di animazione teatrale tra i ragazzi, in Interventi n.42, Marsilio Editori 1975.
- 1972: LE PETIT PRINCE di Gérard Lenorman
- 1979: Melologo per voce recitante ed orchestra del compositore italiano Franco Pisciotta
- 1984: Piccolo Principe canzone della sigla dell'anime cantata dal Piccolo Coro "Mariele Ventre" dell'Antoniano (Piccolo Coro dell'Antoniano)
- 2002: Il piccolo principe di Riccardo Cocciante.
- 2003: The Little Prince di Rachel Portman.
- 2003: Der Kleine Prinz di Nikolaus Schapfl.
- 2004: spettacolo musicale The little Prince di Francesca Zambello con Joseph McManners.
- 2006: Baobabs di Regina Spektor
- 2008: ed. teatrale per la regia di Jean-Louis Kamoun, con Nils Kasch, Julien Asselin, Nans Combes e Olivier Durand
- 2008: Stelle Come Milioni di Sonagli: testi e canzoni a cura di Artgroup ispirati al Piccolo Principe di Antoine de Saint Exupéry. Con la partecipazione di Lella Costa.
- 2009: Piccolo principe de I Ratti della Sabina
- 2011: Di Pianeta in Pianeta canzone della sigla del cartone animato 3D, di Simone Cristicchi
- 2013: Il Piccolo Principe a Teatro spettacolo Teatrale con la regia di Salvatore della Villa
- 2017: Il Piccolo Principe, opera lirica in un atto di Enrico Melozzi, prodotto dal Teatro Regio di Parma
- 2022: Il sorriso del Piccolo Principe, libro di Donato Sperduto, Edizioni WIP, Bari 2022, ISBN 8884596793 .
- 2022: Il Piccolo Principe, l'opera per bambini di Pierangelo Valtinoni, libretto di Paolo Madron, prima esecuzione assoluta con la direzione di Vitali Alekseenok al Teatro alla Scala (Milano).
- 2024: Il Piccolo Principe - il musical, musical teatrale di Damiano Fabbri, adattamento, testi e musiche dell'autore.

## Altri media

### Cinema
- 1966: Le stampe di Malenkiy (Маленький принц) film sovietico del regista lituano Arünas Zebriünas
- 1972: Der kleine Prinz, film tedesco, regia di Konrad Wolf
- 1974: Il piccolo principe (The Little Prince), film americano regia di Stanley Donen, sceneggiatura di Alan Jay Lerner, con Bob Fosse
- 1990: Le Petit Prince, film francese, regia di Jean-Louis Guillermou, con Guy Gravis, Daniel Royan e Alexandre Warner. (mai distribuito)
- 2015: Il piccolo principe, film d'animazione francese, del 2015

### Televisione
- 1978: Il piccolo principe, anime giapponese in 39 episodi (Hoshi no Ōjisama: Puchi Puransu), prodotto dallo Studio Knack.
- 1979: The Little Prince, cartone animato di Susan Shadburne
- 1990: Der kleine Prinz, telefilm tedesco, regia di Theo Kerp
- 2010: Il piccolo principe, cartone animato in 78 puntate, coproduzione internazionale[9]
- 2023: Il piccolo principe e i suoi amici, serie animata in 52 episodi, di produzione francese[10]

### Lingue dei segni
- 2024: "Il Piccolo Principe" a c. di Pietro Celo e tradotto integralmente da Nicole Vian in Lingua dei Segni Italiana (LIS), visibile online presso lo ScaffaleLIS della Biblioteca Statale di Cremona.

### Musica
- 1994: Le Petit Prince à La Géode, spettacolo multimediale su musica di Giuseppe Verdi e Claude Debussy, realizzazione di Gianni Corvi e Pierre Goismier, proiezione speciale alla sala Geode (Parigi)
- 1996: Le Petit Prince, ed. radiofonica di Radio-Canada su musica di Robert Normandeau, con narrazione di Michel Dumont e voce di Martin Pensa

### Videogiochi
- 2016: l'indie OneShot contiene al suo interno molti riferimenti alla trama ed ai personaggi de Il Piccolo Principe, sia nel gioco principale che soprattutto nella sua espansione Solstice.
- 2021: Sky: Figli della Luce, gioco in collaborazione con la Fondazione Giovani Antoine de Saint Exupéry, per il 75º anniversario de Il Piccolo Principe è stato creato il crossover DLC Stagione del Piccolo Principe ecc.[11]